# Henri Giffard

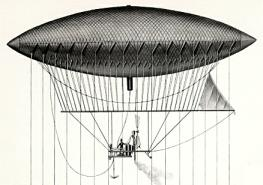
Il dirigibile di Giffard del 1852.

Henri Giffard (Parigi, 8 gennaio 1825 – Parigi, 14 aprile 1882) è stato un ingegnere e inventore francese, ideatore dell'iniettore per le macchine a vapore ed autore del primo volo alimentato, controllato da un motore a vapore e continuativo di un dirigibile.

## Biografia
Henri Giffard nasce a Parigi l'8 gennaio 1825 e si forma negli studi presso la scuola Bourbon. La sua passione per le ferrovie lo spinge a diventare successivamente macchinista di locomotive a vapore. Nel 1843, all'età di 18 anni, compie la sua prima escursione in pallone aerostatico. Dal 1849 si specializza nella progettazione di motori a vapore ad alto rendimento con il sig. Flaud. Nel 1850 progetta un nuovo sistema d'iniettore per le caldaie, ma a causa della mancanza di mezzi non riesce a realizzarlo. Il 20 agosto 1851, in collaborazione con la École Centrale Paris, deposita un brevetto (n° 12 226) sull'applicazione del vapore alla navigazione aerea.
Sempre nel 1851, aiutato da David, Sciama e Cohen, tre studenti dell'École centrale, sperimenta un pallone dalla forma allungata e che riprenderà l'anno seguente. Il 24 settembre 1852 Giffard compie il primo volo con un aerostato controllato da2 500 m³ e spinto da un motore a vapore da 3 hp, partendo da Parigi e percorrendo 27 km verso ovest raggiungendo Trappes, nel dipartimento degli Yvelines.
Nel 1855 deposita un nuovo brevetto per la navigazione aerea (n° 24 057). Il 26 novembre 1857 brevetta una valvola di regolazione per macchine a vapore. Il 1º febbraio 1858, deposita un nuovo brevetto di un sistema d'iniezione che funziona grazie alla forza centrifuga ma viene minacciato di essere processato per plagio. In sostituzione Giffard brevetta l'iniettore, dispositivo che farà la sua fortuna, il successivo 8 maggio 1858. Si tratta di un accorgimento tecnico che non prevede alcuna parte in movimento. È composto da due coni separati da una sezione libera. Il vapore che serve ad attivare il dispositivo si condensa trasmettendo la sua energia sotto forma di velocità all'acqua, che alimenta la caldaia senza alcuno spreco.
Nel 1859 viene provata la prima locomotiva fornita del nuovo sistema, conservando in parallelo il vecchio metodo in caso d'aiuto, ma che non sarà mai utilizzato e rapidamente smontato. Questo dispositivo è stato adattato per migliorare il processo Triger, per abbassare la pressione necessaria scavare nella zona inondata.
In occasione dell'esposizione universale di Parigi del 1878 realizza un pallone frenato di 25 000 m³ capace di trasportare 40 passeggeri.
Henri Giffard dopo essere stato mecenate di numerosi dirigibilisti, muore suicida nell'aprile 1882, lasciando il suo patrimonio alla nazione perché serva ai poveri ed a scopi scientifici ed umanitari.

## Onorificenze
- Nel 1859 riceve il prix de mécanique, un premio da parte dell'Accademia francese delle scienze, pur senza avere presentato l'iscrizione.
- Il suo nome è contemplato nell'elenco dei settantadue cittadini francesi, soprattutto scienziati e ingegneri, fatti imprimere da Gustave Eiffel sotto la balconata del primo piano della struttura dalla torre Eiffel.